# TGL-Farbe
Die TGL-Farben waren in der DDR genormte Farben (TGL 21196), die im Gegensatz zu den RAL-Farben verbindlich waren. Die TGL-Farbentafel basiert auf der CIE-Farbentafel.
Die Farben der Deutschen Reichsbahn basierten auf diesem Farbsystem.
Seit der deutschen Wiedervereinigung werden wieder die RAL-Farbensysteme benutzt, beispielsweise RAL Effect, RAL Plastics, RAL Digital, außerdem von NCS (Natural Colour System) im industriellen Umfeld und Pantone (Pantone Matching System) im graphischen Umfeld.

## Übersicht
| Farbnummer (Lfd. Nr. / 1977) | Farbname       | RGB 1977 | RGB 1987 | Verwendung bei der Deutschen Reichsbahn |
| ---------------------------- | -------------- | -------- | -------- | --- |
| 0000 (103)                   | Reinweiß       | f6f7f0   | f6f7f0   | |
| 0002 (107)                   | Schwarz        | 2a2a2b   | 424442   | - Rahmen, Längsträger, Zug- und Stoßvorrichtungen - Zierlinien an den Triebwagen der S-Bahn Berlin - Kessel und Führerhaus der Dampflokomotiven - Grundanstrich der Köf II und Schlepptender - Untergestell und Fahrwerke der Güterwagen |
| 0149 (69)                    | Lindgrün       | aeb16a   | b0b973   | - Führerstände - Seitenverkleidungsbleche innen |
| 0200 (104)                   | Weiß           | ebe7db   | f0eee2   | - Erkennungsstreifen an Lokomotiven - Anschriften an Lokomotiven, Trieb-, Reisezug- und Güterwagen - Grundanstrich der Kühlwagen |
| 0209 (1)                     | Chromgelb      | eeb110   | efb438   | - Warnstreifen an den Baureihen 1000-7, 1008-9, 101/102, 103, 104/105/106, 107 und 108/111 - Anschriften |
| 0210 (11)                    | Hellelfenbein  | e2d4af   | ecddb6   | - Erkennungsstreifen an Lokomotiven |
| 0220                         | Elfenbein      | ÷        | f6e0ac   | - Dächer der Baureihe 107 |
| 0247                         | Rehbraun       | ÷        | 937c57   | - Dächer vom Reisezugwagen in Verbindung mit grün/elfenbeinbeigem Wagenkasten - Fensterband und Zierstreifen der Berliner S-Bahn Triebwagen                                                                                              |
| 0310                         | Elfenbeinbeige | ÷        | ccc2a9   | - Fensterband, Dach und Zierstreifen der Berliner S-Bahn Triebwagen |
| 0356 (18)                    | Goldbraun      | b07d49   | b78656   | - Stückgut- und Flüssigkeitscontainer |
| 0408 (16)                    | Orange         | d1762b   | d8813b   | - Dächer, Aufbauten, Vorbauhauben der Rangierlokomotiven (außer Köf II) |
| 0605 (30)                    | Signalrot      | b52126   | be3a41   | - Rahmen, Fahrwerke, Pufferträger der Dampflokomotiven - Anschriften - Stromabnehmer und Dachleitungen - Griffe der HLL, Absperrhähne u. ä.                                                                                              |
| 0654 (37)                    | Rotbraun       | 5c342e   | 6e4e4b   | - Güterwagenaufbauten aus Holz und Holzwerkstoffen - Untergestell der Güterwagen und Rungen |
| 0775 (33)                    | Bordeaux       | 842c39   | 864249   | - Grundanstrich der Lokomotiven - Untere Seitenflächen und Zierstreifen der Berliner S-Bahn Tw - Lüftergitter |
| 1686 (40)                    | Blau           | 0071ab   | 007ab2   | - Grundanstrich der Klein- und Schmalspurdiesellokomotiven |
| 1715 (89)                    | Maschinengrau  | 5a6064   | 656c6e   | - Rahmen, Drehgestelle, Radsätze, sowie Teile unterhalb des Rahmens - Handstangen - Güterwagenaufbauten aus Holz und Holzwerkstoffen |
| 1718 (108)                   | Aluminium      | babcc0   | ÷        | - Handstangen |
| 1808 (88)                    | Hellgrau       | 8d9698   | 929f9e   | - Rahmen, Drehgestelle, Radsätze, sowie Teile unterhalb des Rahmens - Handstangen - Dächer - Untergestell und Fahrwerke der Güterwagen - Güterwagenaufbauten aus Holz und Holzwerkstoffen - Grundanstrich der Kühlwagen                  |
| 2006 (92)                    | Grau           | 656867   | 6c716e   | - Untergestell und Fahrwerke der Güterwagen, Rahmen, Handstangen - Dächer |
| 2233 (72)                    | Dunkelgrün     | 314234   | 48594e   | - Grundanstrich der Elektrolokomotiven - Grundanstrich der Reisezug- und Bahndienstwagen |
| 2235                         | Chromoxidgrün  | ÷        | 476447   | - Grundanstrich der Reisezugwagen Achtung: Nicht zu verwechseln mit RAL 6020! |
| 2256 (71)                    | Mittelgrün     | 5d7c54   | 5d7c54   | |
| ?                            | Oleanderrot    | ?        | ?        | - Grundanstrich der Lokomotiven 250 226, 234 – 239, 242, 245, 247, 248 - in TGL 21196 nicht genormt |

Die in diesem Artikel angezeigten Farben sind nicht farbverbindlich und können auf verschiedenen Anzeigegeräten unterschiedlich erscheinen.

Eine Möglichkeit, die Darstellung mit rein visuellen Mitteln näherungsweise zu kalibrieren, bietet das nebenstehende Testbild (nur bei nativer Anzeigeauflösung und wenn die Seite nicht gezoomt dargestellt wird):